# 曲婉婷
曲婉婷（Wanting Qu，1983年10月10日—），中国大陆女歌手、音樂人，出生於黑龍江哈爾濱，年少時赴加拿大留学。2009年，曲婉婷成为加拿大Nettwerk音乐公司首位华人合约歌手，其後因演唱《我的歌聲裡》而一炮成名；2010年回到中國發展，至2012年加盟环球音乐為全亞洲區經紀藝人，並在同年7月5日在亚洲發行個人首張專輯《Everything In The World 我的歌聲裡》。2012年8月，在香港發表個人首張專輯，並陸續在香港、臺灣和新馬等地皆發行專輯《Everything In The World 我的歌聲裡》，在中国大陆获得“白金唱片”销售认证。

## 个人背景
1983年10月10日，曲婉婷出生于黑龍江哈爾濱，其母親是原黑龍江哈爾濱市發改委副主任張明杰。6岁开始学习钢琴，在校时获得多项音乐及歌唱奖项。16岁时獨自到加拿大讀商业学。至2004年底，感情和学业也未尽人意；在經歷一段时间後，最後決定放棄念商科，專心做自己想做的事情。2005年，嘗試寫歌，並在温哥华舉行第一次表演，但当时台下只有五个观众，其中一个是酒保，另外四个則是下一队演出的乐队。

## 经历
2009年，曲婉婷與加拿大Nettwerk音樂公司簽約，成為該公司首位華人女歌手。2013年，成为温哥华旅游大使和加拿大旅游局年度代言人，同年年初亦在2013年中国中央电视台春节联欢晚会上演出。
2012年，香港導演彭浩翔偶然在咖啡厅听到曲婉婷的歌曲《Drenched》，觉得這首歌詞曲皆佳，回家還特意從网上搜索她的歌；後来他還听着《Drenched》来写《春嬌與志明》的剧本，又在電影中選用了《Drenched》和《我的歌聲裡》作宣傳曲和配樂；而曲婉婷則為該片創作了兩首歌曲，分別是為楊千嬅寫的《沒有目的地愛了》，以及余文樂的《氾濫》。

## 作品

### 专辑（錄音室專輯）
- 《Love I Am》，2009，早期Demo精選
- 《Everything In The World（我的歌聲裡）》，2012年4月24日首发，首張個人专辑
- 《Say The Words（我為你歌唱）》，2013年10月18日首发，第二張個人专辑。
- 《LLL》，2017年10月27日首发，第三張個人专辑。

### 單曲/EP
- 《Drenched - Single》，2012年2月7日
- 《Life Is Like A Song》，2012年3月11日
- 《爱的海洋 Love Ocean》，2013年9月11日
- 《阳光下的我们 Us Under The Sunshine》，2013年9月29日
- 《我为你歌唱 When It's Lonely》，2013年10月9日
- 《Say The Words (Special Holiday Edition)》，2013年12月14日
- 《爱的勇气 The Courage to Love》，2014年7月24日
- 《双城单心》，2015年3月6日，电影《北京·纽约》主题曲
- 《Love Birds》，2015年10月2日
- 《最好的安排 Best Plan 》，2016年7月18日
- 《Your Girl（婷兒）》，2016年7月22日
- 《On the Edge（Far East Movement feat.曲婉婷）》，2016年11月28日，电影《极速之巅》主题曲
- 《Moon and Back (JordanXL Remix)》，2017年3月10日
- 《Kissing Paradise》，2017年6月23日
- 《You Can't Hurt Me Anymore (Napa Cabbage Remix)》，2018年3月23日
- 《啞巴 Mute》，2021年5月7日

### 電影原聲帶
- 《春嬌與志明 電影原聲大碟》，2012年3月30日

### 電影
- 2014年，《老男孩之猛龙过江》

## 演唱会
| 國家     | 城市   | 日期                      | 場地                                         | 備註 |
| -------- | ------ | ------------------------- | -------------------------------------------- | ---- |
| 中国     | 香港   | 2012年9月5日              | 九龍灣國際展貿中心STAR HALL滙星              |      |
| 中国     | 上海   | 2012年9月15日             | 长宁体操中心                                 |      |
| 加拿大   | 温哥华 | 2012年10月7fidifffo日-8日 | Rio Theatre                                  |      |
| 美国     | 洛杉磯 | 2012年10月9日             | Hotel Cafe                                   |      |
| 美国     | 紐約   | 2012年10月14日-15日       | Rockwood Music Hall                          |      |
| 加拿大   | 多倫多 | 2012年10月18日            | Mod Club Theatre                             |      |
| 中国     | 南京   | 2012年11月25日            | 南京人民大会堂                               |      |
| 中国     | 杭州   | 2012年12月7日             | 杭州体育馆                                   |      |
| 中国     | 北京   | 2012年12月21日            | 五棵松体育馆                                 |      |
| 中国     | 厦门   | 2012年12月23日            | 厦门工人体育馆                               |      |
| 中国     | 南通   | 2012年12月15日            | 南通体育会展中心                             |      |
| 中国     | 广州   | 2013年1月6日              | 中山纪念堂                                   |      |
| 新加坡   | 新加坡 | 2013年1月19日             | The Star Performing Arts Centre              |      |
| 马来西亚 | 吉隆坡 | 2013年1月18日             | Dewan Wawasan Convention & Exhibition Centre |      |

| 國家   | 城市         | 日期               | 場地                             | 備註 |
| ------ | ------------ | ------------------ | -------------------------------- | ---- |
| 加拿大 | 溫哥華       | 2014年2月20日      | Vogue Theatre                    |      |
| 加拿大 | 卡加利       | 2014年2月25日      | MacEwan Ballroom                 |      |
| 加拿大 | 艾德蒙頓     | 2014年2月26日      | Myer Horowitz Theatre            |      |
| 加拿大 | 溫尼伯       | 2014年2月28日      | West End                         |      |
| 美国   | 明尼亞波利斯 | 2014年3月2日       | Varsity Theater                  |      |
| 美国   | 芝加哥       | 2014年3月3日       | House of Blues\|House of Blues]] |      |
| 加拿大 | 多倫多       | 2014年3月6日       | Queen Elizabeth Theatre          |      |
| 加拿大 | 渥太華       | 2014年3月7日       | Algonquin Theatre                |      |
| 加拿大 | 蒙特婁       | 2014年3月8日       | Corona Theatre                   |      |
| 美国   | 波士頓       | 2014年3月10日      | Brighton Music Hall              |      |
| 美国   | 紐約         | 2014年3月12日      | Irving Plaza                     |      |
| 美国   | 華盛頓       | 2014年3月14日      | Sixth & I                        |      |
| 美国   | 費城         | 2014年3月14日      | Theatre of the Living Arts       |      |
| 美国   | 聖地牙哥     | 2014年3月18日      | House of Blues                   |      |
| 美国   | 洛杉磯       | 2014年3月20日      | House of Blues                   |      |
| 美国   | 舊金山       | 2014年3月23日      | 费尔摩礼堂                       |      |
| 美国   | 波特蘭       | 2014年3月24日      | Wonder Ballroom                  |      |
| 美国   | 西雅圖       | 2014年3月25日      | Neptune Theatre                  |      |
| 中国   | 香港         | 2014年5月23日-24日 | 九龍灣國際展貿中心STAR HALL滙星  |      |
| 中国   | 北京         | 2014年5月30日-31日 | 萬事達中心M空間                  |      |
| 中国   | 哈爾濱       | 2014年6月1日       | 哈爾濱國際會議展覽體育中心體育館 |      |
| 中国   | 徐州         | 2014年6月5日       | 徐州音樂廳                       |      |
| 中国   | 蘭州         | 2014年6月11日      | 甘肅大劇院                       |      |
| 中国   | 重慶         | 2014年6月12日      | 重慶市人民大禮堂                 |      |
| 中国   | 成都         | 2014年6月13日      | 錦城藝術館                       |      |
| 中国   | 武漢         | 2014年6月14日      | 武漢琴台音樂廳                   |      |
| 中国   | 長沙         | 2014年6月15日      | 湖南大劇院                       |      |
| 中国   | 南昌         | 2014年6月18日      | 江西藝術中心                     |      |
| 中国   | 上海         | 2014年6月20日      | 上海大舞台                       |      |
| 中国   | 大連         | 2014年6月21日      | 大連世界博覽廣場                 |      |
| 中国   | 石家庄       | 2014年6月22日      | 河北藝術中心                     |      |
| 中国   | 太原         | 2014年6月24日      | 青年藝術中心                     |      |
| 臺灣   | 台北         | 2014年6月27日      | 華山Legacy Taipei                |      |
| 中国   | 深圳         | 2014年7月3日       | 深圳音樂廳                       |      |
| 中国   | 廈門         | 2014年7月4日       | 閩南大戲院                       |      |
| 中国   | 廣州         | 2014年7月5日       | 中山紀念堂                       |      |
| 中国   | 福州         | 2014年7月6日       | 福建大劇院                       |      |
| 中国   | 紹興         | 2014年7月9日       | 藍天大劇院                       |      |
| 中国   | 杭州         | 2014年7月11日      | 杭州大劇院                       |      |
| 中国   | 蘇州         | 2014年7月12日      | 蘇州文化藝術中心                 |      |
| 中国   | 瀋陽         |                    |                                  |      |
| 中国   | 鄭州         |                    |                                  |      |

## 奖项

### 金曲獎
奖项如下：
| 年份   | 獲提名       | 獎項           | 結果 |
| ------ | ------------ | -------------- | ---- |
| 2014年 | 《愛的海洋》 | 最佳單曲製作人 | 提名 |

### 全球流行音乐金榜
奖项如下：
| 年份   | 獲提名         | 獎項         | 結果 |
| ------ | -------------- | ------------ | ---- |
| 2012年 | 曲婉婷         | 最佳新人     | 獲獎 |
| 2012年 | 曲婉婷         | 北京地方奖项 | 獲獎 |
| 2012年 | 《我的歌声裡》 | 最佳歌曲     | 獲獎 |

### 中国歌曲排行榜
奖项如下：
| 年份   | 獲提名         | 獎項         | 結果 |
| ------ | -------------- | ------------ | ---- |
| 2012年 | 曲婉婷         | 最佳新人     | 獲獎 |
| 2012年 | 曲婉婷         | 最佳原创新人 | 獲獎 |
| 2012年 | 曲婉婷         | 最佳作曲人   | 獲獎 |
| 2012年 | 《我的歌声裡》 | 最佳歌曲     | 獲獎 |

### 音乐风云榜
奖项如下：
| 年份   | 獲提名         | 獎項     | 結果 |
| ------ | -------------- | -------- | ---- |
| 2012年 | 《我的歌声裡》 | 最佳唱片 | 獲獎 |

## 争议

### 《中國好聲音》版权纠纷
《中國好聲音》的參加者李代沫在節目中演唱了曲婉婷的《我的歌聲裡》，其後還用此歌拍成MV和進行商業演出。曲婉婷所屬公司环球音乐遂向他發出律師函，指其在未通知原創者的情況下翻唱歌曲，且翻唱用於商業用途。事件曝光後，不少網民表態支持曲婉婷，也有李代沫的支持者批評曲婉婷藉此事炒作。

### 母親涉貪
2014年9月，中央第八巡视组进驻黑龙江，随后，時任哈爾濱市發改委副主任的張明杰被哈尔滨市纪委带走。其後张明杰因涉嫌滥用职权罪，被哈尔滨市人民检察院逮捕。2014年11月，有網民在网上爆料，称张明杰是曲婉婷的母亲，但没有披露详情，引發外界關注。2015年4月，曲婉婷在Instagram上发表消息称，称想念妈妈并天天哭泣。而曲婉婷当时的男友、时任温哥华市长的羅品信（Gregor Robertson）称，张明杰被抓對曲婉婷來說，是一個私人問題，他沒有多過問。
2015年6月，曲婉婷接受不列顛哥倫比亞大學采访时，在提及“谁是你童年时候的英雄”时，曲婉婷告诉记者，是她的母亲，并坦言：“她是一个勤奋的人，她给了我能得到的最好生活。”但后来又加了一句：“不管她是如何得到。”此話一出引起争议。
2016年7月19日，张明杰案在哈尔滨市中级人民法院接受审理，涉案金额达人民币3.5亿余元。检方指控其犯有贪污、受贿、滥用职权三项罪名。最終檢方以涉案3.5億餘元的張明傑犯罪金額特別巨大以及拒不認罪等為由，建議判處張明傑死刑。
而曲婉婷在2016月7月18日推出原創新歌《最好的安排（Best Plan）》和《Your Girl（婷兒）》，是其淡出近一年後發佈的新歌。有評論指新歌《最好的安排》中部分歌詞：“想要看到你的微笑，想要你為我驕傲，想要回到你最溫暖安全的懷抱；我不要看到你變蒼老，我不要再聽說你煎熬；給我最後答案，讓這無奈不公畫上句號。”可能正是曲婉婷對母親的心聲。而曲婉婷同時在微博留言：“665天（距離母親被拘留665天）的艰难等待，希望等来的是一个《最好的安排》。”亦受到不少非議。
2019年1月28日，曲婉婷发微博称母亲被羁押4年依旧没有审判结果，其后网友质疑曲婉婷可能在知與不知之間利用母亲贪污的赃款赴加拿大留学，此發言後不了了之。2020年9月22日，曲婉婷再到微博发表類似文章，感嘆說始終相信正義，「相信人間定有道、有法、有青天」，以此回应張明傑被押事件。结果招来大量网友抨击她是非不分，称其为“云孝子”，负评排山倒海导致「曲婉婷」名字也登上微博热搜，曲婉婷也关闭了评论功能。
2020年9月27日，中央纪委国家监委网站发表题为《歌手曲婉婷母亲张明杰案引发关注 境外不是资产转移的天堂》的文章。文章称，中国大陆网民之所以关注此案，是因为人们痛恨腐败分子损害国家和人民的利益，攫取大量不义之财，满足亲属子女奢靡生活。文章同时强调，这样的领导干部“与党和人民离心离德，与共产党人的初心使命背道而驰”，必须受到党纪国法严惩，为其违纪违法行为付出应有代价。
2021年11月17日，黑龙江省哈尔滨市中级人民法院以受贿罪判处张明杰无期徒刑，剥夺政治权利终身，并处没收个人全部财产；以滥用职权罪判处张明杰有期徒刑十年，决定执行无期徒刑，剥夺政治权利终身，并处没收个人全部财产。曲婉婷在Instagram上发布了一张观音菩萨像的照片，配有一段英文版佛经。
2023年4月，登记在曲婉婷名下的两套位于哈尔滨核心地段的住房被法拍，拍卖涉及张明杰案。